# Window Rock, Arizona
Window Rock (în original, în limba navajo, Tsé ghá hoo dzání) este sediul guvernului și capitala Națiunii Navajo, care constituie cel mai mare teritoriu suveran al vreunei națiuni suverane nativ-americane din America de Nord.
În Window Rock se află Consiliul Națiunii Navajo (conform, Navajo Nation Council), Parcul Botanic și Zoologic al Națiunii Navjo (conform, Navajo Nation Zoological and Botanical Park), precum și Memorialul Navajo al celui de-al doilea război mondial (conform, Navajo Nation World War II Memorial). Populația localității Window Rock fusese de 2.712 locuitori în 2010.

## Originea numelui
Până în 1936, zona fusese populată foarte puțin și cunoscută doar pentru numele său ceremonial, Centrul Pământului (în limba navajo, | Niʼ Ałníiʼgi | ). Reformatorul John Collier, Liderul Afacerilor Amerindiene al momentului (conform, Commissioner of Indian Affairs), alesese zona pentru a stabili un loc pentru Agenția Centrală Navajo (conform, Navajo Central Agency). Propunerea sa de a folosi numele ceremonial al locului ca nume oficial pentru localitatea ce urma să fie înființată a fost întâmpinată cu rezistență, fiind curând ridiculizată de amerindienii Navjo prin expresia | ni ałnííʼgóó | (cu aproximație, "în părțile de mijloc ale cuiva.")
Datorată acestei situații conflictuale, numele reperului major local, cel al "rocii-cu-o-gaură-prin-ea" (conform limbii navajo tsé ghá hoo dzání  a fost ales împreună cu traducera corecpunzătoare de Roca Fereastră (sau în engleză, de  "Window Rock").

## Geografie
13.7 km2, în întregime uscat.

## Educație
Window Rock este una din localitățile desevite de Window Rock Unified School District.
În localitatea Window Rock există următoarele școli, școala elementară Window Rock Elementary School, școala secundară Tse Ho Tso Middle School, și liceu Window Rock High School.